# Municipio de Rockford (Carolina del Norte)
El municipio de Rockford (en inglés: Rockford Township) es un municipio ubicado en el  condado de Surry en el estado estadounidense de Carolina del Norte. En el año 2010 tenía una población de 1.846 habitantes.

## Geografía
El municipio de Rockford se encuentra ubicado en las coordenadas 36°18′25.49″N 80°39′3.23″O / 36.3070806, -80.6508972.